# 복합부위 통증 증후군
복합부위 통증 증후군(複合部位痛症症候群, Complex regional pain syndrome/Reflex Sympathetic Dystrophy, CRPS/RSD)은 심각한 고통, 부종, 피부의 변화를 수반하는 만성 통증 질환이다. 주로 팔이나 다리에 영향을 미치지만 몸의 다른 부위로도 퍼져나갈 수 있으며, 시간이 지날수록 악화되는 경향이 있다. 최근의 자료들로부터 복합부위 통증 증후군은 신경성 염증, 침해수용 민감화(자극에 대한 극단적인 민감성 또는 이질통을 유발), 혈관기능장애, 그리고 부적응 신경가소성과 같이 조직 손상에 대한 비정상 반응이 유발하는 임상적 특징들을 가진 다인성 질환이라는 결론에 이르렀다. 치료시에는 약물치료, 물리치료, 비침습적 무통증 신호요법, 교감신경 차단술, 정신과 치료와 신경조절 등을 병행하지만, 일반적으로 치료를 늦게 시작할수록 그 예후가 만족스럽지 못하다.
복합부위 통증 증후군은 중추신경계통과 자율신경계통의 조절 장애로 인한 복합적인 기능 손실/손상/장애와 관련이 있다. 국제통증학회(International Association for the Study of Pain)는 상해로 인한 신경 손상의 유무에 따라 이 증후군을 두 가지 유형으로 분류할 것을 제안하였다.
- 1형 : 반사성 교감신경 위축증(reflex sympathetic dystrophy, RSD), 수덱 위축, 반사성 신경혈관 위축증(reflex neurovascular dystrophy, RND), 또는 동통성 신경영양장애 등으로 알려진 1형은 뚜렷한 신경 손상을 동반하지 않는다. CRPS를 진단받는 대다수의 환자가 이 분류에 속하며, 대부분의 문헌이 1형에 대해서 언급한다.
- 2형 : 작열통(causalgia)으로 알려진 2형은 명확한 신경 손상의 증거를 찾을 수 있다. 2형은 보통 CRPS의 증상 중에서도 더욱 고통스럽고 다루기 어려운 양상을 보인다. 2형의 경우 이것의 발병 원리나 원인이 1형과 마찬가지로 불명확한데도 불구하고, 뚜렷한 상해가 그 "원인"인 것으로 알려져 있다.

## 원인
복합부위 통증 증후군은 대부분의 경우 팔이나 다리에 강력한 충격으로 인해 손상을 입은 후 발생하지만, 발목 염좌와 같은 크지 않은 손상으로도 발생될 수 있다. 일반적으로 부상(예: 골절) 또는 수술 후 팔다리에 발생한다. CRPS의 정확한 원인은 알려지지 않았다.

## 증상
CRPS의 임상적 특징에는 신경성 염증, 침해수용 민감화, 혈관운동 기능장애, 그리고 부적응 신경가소성 등이 있는 것으로 알려져 있다. 일반적으로 CRPS의 증상은 심하지 않은 상처를 입은 곳 주변에서부터 나타난다. 공통적인 증상에는 불에 타는 느낌, 칼에 찔리는 듯한 고통, 갈리는 듯한 고통, 심하게 따끔거리고 찌릿찌릿한 느낌 등을 꼽을 수 있다. 손발을 움직이거나 만지는 것은 종종 견딜 수 없는 통증을 유발한다. 환자들은 또한 근육 경련, 특정 부위에 국한된 종기, 비정상적으로 많은 땀 분비, 피부의 온도(보통은 뜨겁게, 드물게는 차갑게)와 색깔(밝은 빨간색 또는 붉은 보라색으로)의 변화, 뼈가 부드러워지고 두꺼워짐, 관절이 부드러워지거나 반대로 딱딱해짐, 움직임이 제한되거나 움직일 때마다 고통을 느끼는 등의 증상을 겪게 될 수 있다.
| -피부의 과민성                   |
| -피부 체온, 색깔, 질감의 변화    |
| -머리카락이나 손발톱 성장의 변화 |
| -관절 경직도 증가, 부종.         |
| -근육 경련, 약화 및 위축         |
| -통증 부위의 운동성 감소         |

CRPS의 고통은 연속적이며, 정신적인 압박이나 신체적인 긴장에 의해 더욱 심해질 수 있는 것으로 보인다. 이 질환이 변연계에 작용함으로써 수면, 감정조절, 식욕과 성욕에 문제를 일으키는 경향을 보이는데, 한 연구에 따르면 CRPS 환자 824명 중에서 92%는 불면증을, 78%는 흥분, 불안, 분노 등의 감정조절 장애를, 73%는 우울증을, 그리고 48%는 기억력과 집중력 저하를 호소했다.

## 진단
1994년도 세계 통증 연구학회에서 제안한 진단 기준이 있으며, 이후 이 기준의 단점을 보완한 다양한 진단 기준들이 제안되었으나 명확하게 확진할 수 있는 진단방법은 아직 없다.
| -[1994년 세계 통증 연구학회 제안 진단 기준]                                           |
| ------------------------------------------------------------------------------------- |
| 1) 외상, 감염, 수술 등의 유해한 사건 발생                                             |
| 2) 자극을 유발하는 사건과 어울리지 않는 통증이 지속되고, 이질통이나 감각과민이 동반됨 |
| 3) 통증 부위의 부종, 피부혈관의 변화나 비정상적인 발한 활동                           |
| 4) 증상을 설명할 수 있는 대안의 부재                                                  |

※ 주의: 복합부위 통증 증후군의 1형은 신경 부위 없이 나타날 수 있는 반면, 2형은 알려진 신경 부위가 존재해야 한다.
CRPS 1형과 2형 모두에 적용되는 진단 기준은 아래와 같다. 저절로 나타나는 통증, 또는 이질통증(피부를 살짝 건드리는 정도의 원래는 무해한 피부 자극으로 발생하는 통증)은 말초신경 하나와 연결된 부분에 국한되지 않고, 가해진 자극과도 어울리지 않다.
1. 자극이 가해진 부위에서 부종, 피부 혈관의 혈행 이상, 또는 비정상적인 땀 분비가 나타난 적이 있다.
2. 이 증후군 말고는 통증의 정도와 기능 저하를 설명할 방법이 없다.

두가지 유형의 차이점은 질환을 유발한 사건이 어떤 것이었는지 뿐이다. CRPS 1형은 외상이든 아니든 몸에 해로운 자극으로부터 시작된 경우이고, 2형은 신경 손상이 발생한 뒤에 나타나는 경우이다.
담당 의사는 다음에 기초하여 복합부위통증증후군 진단을 내릴 수 있다.
| ◾병력              |
| ◾신체검사          |
| ◾골 스캔           |
| ◾신경계 검사       |
| ◾X-선              |
| ◾자기공명영상(MRI) |

## 치료
확실한 치료법은 없으며 각 임상 양상에 따라 다음의 치료법들을 통합적으로 사용한다.
| 1) 약물치료 비스테로이드성 소염 진통제, 마약성 진통제, 항우울제, 세포막 안정제, GABA 작용제, 스테로이드제, 캡사이신 등의 다양한 약제를 사용해 볼 수 있다. 약제가 다양하다는 뜻은 그만큼 뚜렷한 치료제가 없다는 뜻이기도 하다. |
| 2) 중재적 통증 치료법 교감신경 차단, 경막외신경 차단, 말초부위 신경 차단, 관절강내 주사요법 등의 신경차단요법을 시행하거나 정맥 내 리도케인 점적법을 시행할 수 있다. 이러한 시술들에 의해서도 통증 조절이 잘 안되면 척수 자극기 시술, 척수 약물투여 펌프를 이용한 약물 지속주입, 뇌 운동 피질 자극술, 시상 자극술 등도 고려할 수 있다. |
| 3) 심리 치료 복합부위 통증 증후군을 가진 사람들은 우울증을 비롯한 정신적, 심리적 불안정이 동반될 가능성이 높다. 따라서 각 환자들의 이런 성향에 대한 평가가 필요하며 이 결과에 따라 정신과 의사, 임상 심리사 등의 치료적 개입이 필요한 경우가 많다.                                                                                     |

아직 확실한 치료 방법은 없다. 다만 척수와 통증이 유발되는 신체부위와 가까운 중추신경이 지나가는 곳(등 특정위치)에 놓는 주사를 통한 신경차단술 등으로 병의 진행을 단기간 막는 것은 가능하다. 아랫배 지방질에 경막외강 척수자극기라는 기계를 삽입하고 척추내 척수신경에 척수자극기와 연결된 구리선을 심어 자극기에서 발생되는 전기로 신경을 자극하여 머리를 제외한 전신 어느곳이던 전기자극을 통해 통증을 경감시키는 효과를 볼 수 있다.
외상의 회복이 끝났는데도 통증이 남아있고, 작은 자극에도 자극에 어울리지 않는 통증이 수반된다면 반드시 당장 통증 클리닉으로 달려가야한다. 발병한 뒤 3개월 안에 치료를 시작해야 한다고 알려져 있으며, 이 병을 연구하기 시작한 지 오래되지 않아 외국에서도 딱히 나은 방법은 없다.
조기에 진단하고 빨리 치료를 하면 보통 1년 안에 평균 70~80%는 호전되며 남은 20% 가량의 사람도 5년 정도 있다가 보면 5%는 사회에 복귀는 한다고 한다. 물론 나머지 사람들은 계속 아픈 사람들이다.
치료를 빠르게 시작하면 완치되는 사례가 있다고도 하지만 대한마취통증의학회 소속 교수에 따르면 앞으로 20년 이내에 치료법이 나오기는 어려워 보인다고 한다.
환자에 따라 통증이 극단적으로 심해서 진통제 없이는 일상생활이 불가능해서 마약성 진통제를 주기적으로 처방하기도 한다.약물투여 펌프라 해서 모르핀과 같은 마약성 진통제가 있는 주입기를 신체에 삽입하고 환자에게 작동 리모컨을 주는 것이다. 심한 통증이 느껴질 때마다 이 리모컨을 눌러서 일정량의 모르핀을 주입하는 방식이다.
보통 해당 환자는 극심한 신체적 통증으로 인한 정신적인 고통도 같이 받으며, 이 때문에 정신과적 치료를 병행하는 경우가 대부분이다.
아픈 부위를 절단 해도 되지만 이 병 자체가 뇌세포 80%가 민감해지기 때문에 그 부위에 이미지를 보여줘서 정신적으로 치료하는 방법도 있다. 하지만 이는 정확하지 않은 치료법 중 하나이다.
참고로 CRPS의 치료법은 아니지만 외상 직후에 CRPS를 예방하는 방법으로 비타민 C의 복용이 효과가 있다는 연구도 있다. 다만 손목 골절과 같은 경우에는 효과가 있으나 발, 팔꿈치 외상에는 유의미한 효과가 없다.또한 외상부위에 통증이 있다고 무작정 활동량을 줄이는 것은 증상을 악화시킬 수 있으므로 적당한 운동이나 스트레칭을 통해 통증을 유발하는 주변근육을 강화시키는 것이 CRPS예방에 도움이 된다고 한다.

## 동물의 발병
복합부위 통증 증후군은 동물에게서도 나타날 수 있다.

## 경과/합병증
증상 발생 3개월 이내에 치료를 시작하면 경과는 좋은 편이다. 하지만 치료가 늦어지면 통증 부위가 주위로 급속히 퍼져나가게 되고 악화될 확률이 높다.